# 梗花粗叶木
梗花粗叶木（学名：Lasianthus biermannii）为茜草科粗叶木属下的一个种。

## 扩展阅读
- 維基物種上的相關：梗花粗叶木